# Þverá
Þverá er en elv på det sydlige Island.
Den er omkring 20 km lang og afløb for vand fra Fljótshlíð. Ved dæmninger forhindres oversvømmelse ved højvande af Markarfljót ind i Þverá. Den største biflod (til højre) er Eystri-Rangá. Omkring 6 km nede af Þverá flyder Ytri-Rangá ud i elven. På den følgende, nederste strækning kaldes elven Hólsá og flyder ud i havet efter yderligere ca. 11 km.
Stedet Oddi ligger på flodbredden.
63°46′31″N 20°29′11″V / 63.775338°N 20.486346°V